# メノルカ島
メノルカ島（メノルカとう、カタルーニャ語: Menorca）は、地中海西部のバレアレス海にあるバレアレス諸島北東部にある島。行政的にはスペイン・バレアレス諸島州に属する。2010年の人口は94,383人。マヨルカ島やカブレーラ島などとともに、バレアレス諸島北東部の島々はジムネジアス群島と呼ばれる。最大都市はマオー＝マオン。

## 地理

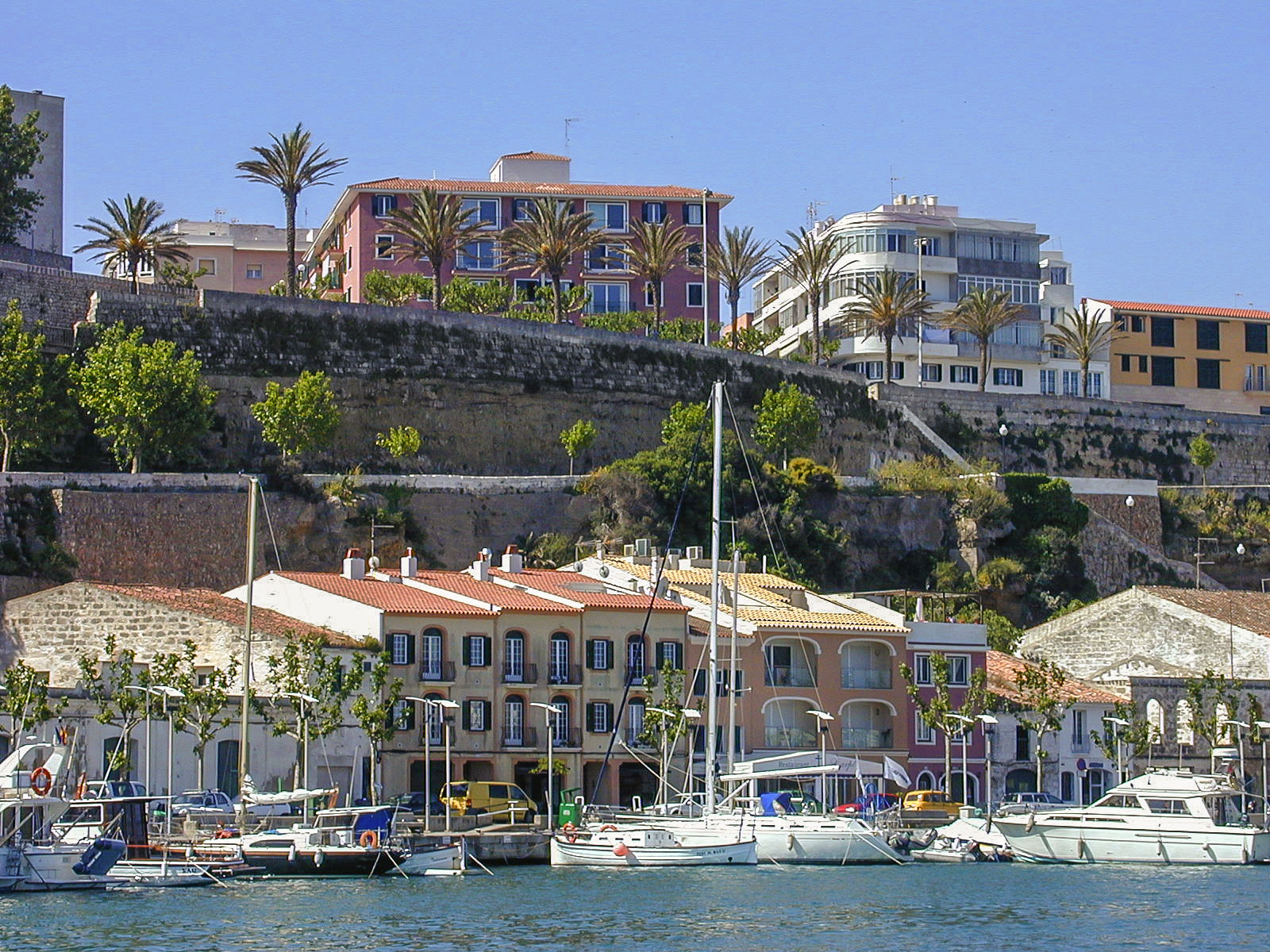
マオー港

メノルカ島は非常に平らな島であり、最高点のトーロ山の海抜は358 mである。島にはガリ、洞窟、池、ラグーンと沼地からなる湿地、季節性の河川、渓谷、砂丘、海岸の入り江、崖、砂浜、小島などの多様な地形があり、ボタン科、キク科などの60種の固有種を含む約1000種の植物が生えている。ヨーロッパヒメウ、ヒメクマタカ、アカトビなどの約220種の鳥類が生息しており、特に東部のアルブフェラ・デル・グラオ自然公園一帯に多い。1993年にユネスコの生物圏保護区に指定された。
気候は地中海性気候で、年間平均気温は約17 ℃。特に北海岸では強風が吹く日が多い。島には田園風景が広がり、石垣などがよく見られる。

## 歴史
古代よりメノルカ島を含むバレアレス諸島は優れた投石器手を輩出する地として広く知られ、ユリウス・カエサルの『ガリア戦記』などにも取り上げられている。
ローマ帝国の支配を経た後はヴァンダル人、ビザンティン帝国、アラブ人、アラゴン王国というようにその当時の西地中海の制海権を掌握した勢力の傘下にあった。13世紀後半、バレアレス諸島を中心としたアラゴン王国領はマヨルカ王国として半独立の状態にあったが、結局1344年にアラゴン王国に併合された。そして1469年、アラゴン王国とカスティーリャ王国が合同してスペイン王国が誕生、その一部となった。
1701年に勃発したスペイン継承戦争の最中、1708年にイギリス海軍によって征服され（ミノルカ島の占領）、1713年のユトレヒト条約によってイギリスへの帰属が定まった。同戦争中の1704年にはイベリア半島南端のジブラルタルもおさえており（ジブラルタルの占領）、これによってイギリスは地中海の入り口を制したことになる。この後イギリス海軍の拠地となり、1756年に一時フランスが占領するが（ミノルカ島の海戦）、その後再びイギリスが占領。1782年にスペインが奪還した（メノルカ島侵攻）。1802年にアミアンの和約により恒久的にスペイン領となり、現在はバレアレス諸島自治州の一部を構成している。

## 巨石建造物
メノルカ島には青銅器時代から鉄器時代後期までの多くの巨石建造物があり、地下墓所、タラヨット、タウラ、ナベタ、円屋、多柱式建築などの種類がある。これらのタラヨット文化の考古遺跡群は2023年にユネスコの世界遺産に登録された。

### 世界遺産の登録基準
この世界遺産は世界遺産登録基準のうち、以下の条件を満たし、登録された（以下の基準は世界遺産センター公表の登録基準からの翻訳、引用である）。
- (3) 現存するまたは消滅した文化的伝統または文明の、唯一のまたは少なくとも稀な証拠。
- (4) 人類の歴史上重要な時代を例証する建築様式、建築物群、技術の集積または景観の優れた例。

## スポーツ
- メノルカ・バスケット - バスケットボールクラブ。2012年解散。
- フォーミュラ・ワン - 2007年頃から2009年頃、メノルカ島のサン・リュイス飛行場では、マクラーレン・F1、スクーデリア・フェラーリ、ルノーF1、トヨタF1、ホンダF1、BMWザウバーが直線空力テストを行った。イギリス・ヨーク州のエルヴィントン飛行場滑走路を利用してのテスト走行が2007年頃に騒音問題となったためである。2009年以降はシーズン中のテスト走行自体が禁止されている。なお、メノルカ島の主要空港はメノルカ空港である。
- サッカーメノルカ島代表 - 国際アイランドゲームズ協会に所属しており、アイランドゲームズのサッカー競技に2007年より参加している。

## その他
メノルカ島のマオー＝マオン(Maó)はマヨネーズ(Mayonnaise)発祥の地とされることがある。
当地に本社と工場を構えるデニックス(DENIX)社は、古今東西の刀剣類や銃器類のレプリカを製造する会社として著名で、世界各地に製品を輸出している。

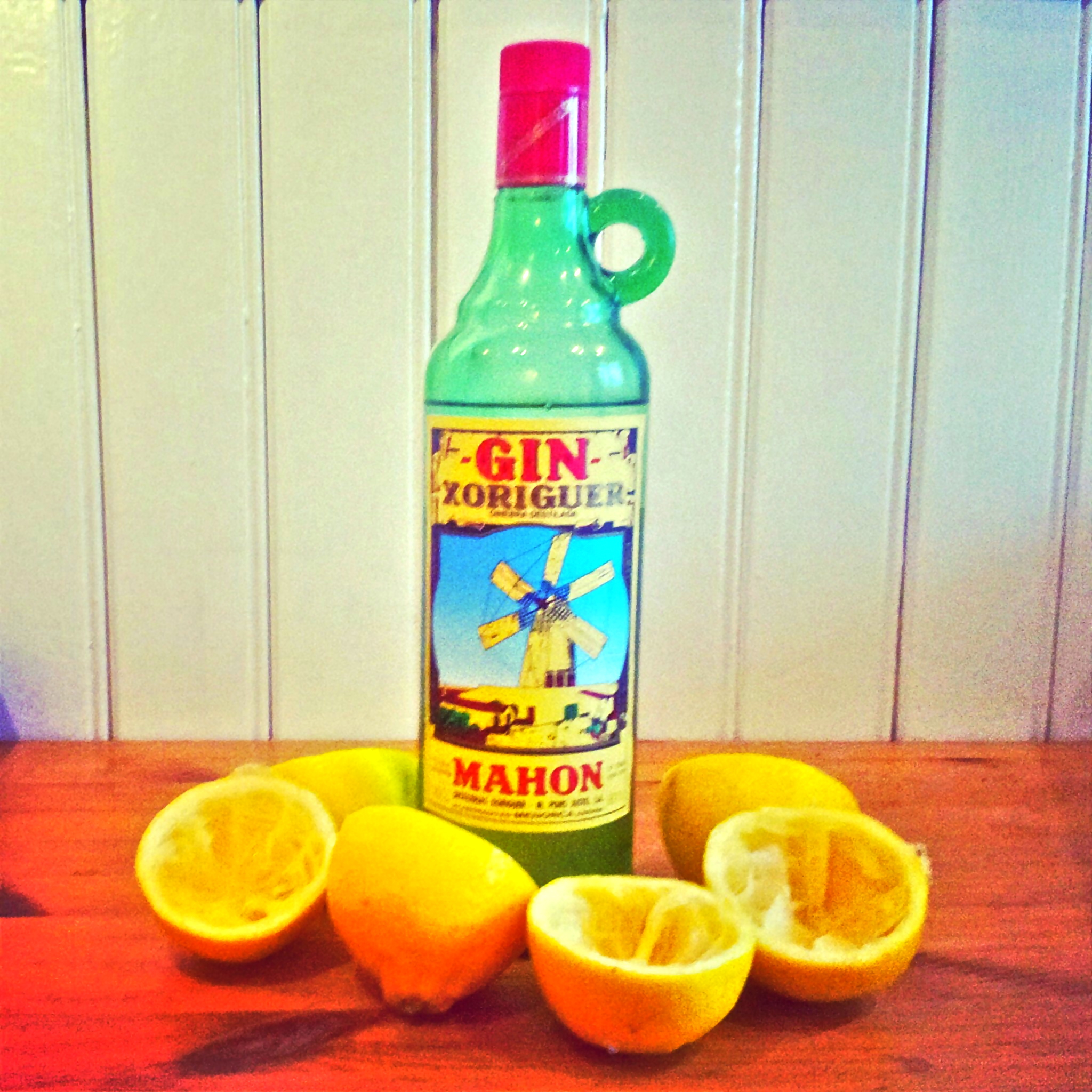
特産のジン